# Холокауст у окупираној Србији
Холокауст у окупираној Србији био је део шире организованог злочина нацистичке Немачке у току Другог светског рата који се заснивао на националсоцијализму који је прокламовао потпун и систематско физичко уништење Јевреја, антисемитску легислатуру, пропаганду, принудни рад и пљачкање јеврејске имовине.
На простору окупиране Србије холокауст је био огромних размера, јер је у њему живот изгубило близу 90% припадника јеврејске заједнице, која је деценијама и вековима насељавала простор Србије. У току холокауста у Србији је страдало и око 1.150 Јевреја „у транзиту“, који су се на њеном простору затекли током немачка окупације. Физичком уништењу Јевреја у Србији претходило је њихово потпуно обесправљивање, принудни рад, изолација у логорима и дехуманизација у средствима пропаганде. Највећи број Јевреја је интерниран и убијен у логорима Сајмиште, Топовске шупе, Бањица и Црвени крст, као и на стрелиштима Јајинци и Засавица и у душегупкама.
Објективна истраживања српских и еминентних страних аутора, показала су да је искључиви кривац за холокауст Јевреја у Србији био немачки окупатор, који је и увео антисемитске мере, наложио и организовао хапшења Јевреја, основао логоре и радио на затирању трагова злочина. Одређена одговорност колаборационистичких органа у Србији није спорна, али је она била секундарна, и углавном се односила на мере евидентирања и предаје Јевреја немачким властима и учешће у антисемитској пропаганди.
Франц Беме, опуномоћени командујући генерал у окупираној Србији, је починио самоубиство пре почетка Талачког суђења у Нирнбершком војном суду за ратне злочине почињене у Србији. Харалд Турнер, Аугуст Мајснер и Јохан Фортнер су осуђени због улога у Холокаусту и масовним убиствима, те су погубљени у Београду 1947. године, док је Бруно Затлер осуђен на доживотну робију, а Емануел Шефер на шест и по година затвора. Милан Недић, председник марионетске Влада народног спаса, је извршио самоубиство чекајући суђење, док су многи чланови његове владе осуђени за колаборацију са нацистичким окупаторским режимом и ратне злочине.
До 2021. године, 139 становника Србије је добило почасну награду Праведни међу народима од државе Израел због учешћа у спашавању Јевреја Другог светског рата. Данас, 22. априла Србија обележава државни празник Дан сећања на жртве холокауста, геноцида и других жртава фашизма у Другом светском рату.

## Историјски услови у Србији у време холокауста
Априлски рат који је водила Нацистичка Немачка 1941. године и постокупациони режим своје активности заснивао је на подели Југославије, и на принципу „кажњавања Срба”. На овим принципу заснивала се и окупациона политика у самој Србији, нарочито после избијања и великог ширења устанка у лето и јесен 1941. године.

### Услови који су претходила територијалној подели Југославије
Оснивању квислиншке творевине на простору Србије, претходила је подела Југославије и Србије, која се заснивала на следећим новоствореним квислиншким творевинама на простору ратом захваћене Европе:

### Квислиншке творевине на територији Југославије
У циљу онемогућавања стварања јединствене Југославије у будућности, Трећи рајх је на њеној територији створио (поред територије које су биле припојене појединим окупаторима) и неколико квислиншких творевина: Независну Државу Хрватску, комесарску владу у Србији, Конзулату у Љубљанској покрајини, Привремени административни комитет у Црној Гори и Националистичку шиптарску управу на Космет у и делу Македоније.

### Поделе унутар српског друштва
Српско грађанство се у условима окупације, раслојило и поделило у односу на окупатора, условно речено, на три групе, које су имале и различите стратегије у понашању:
а) на ишчекивање расплета
б) на отпор окупатору (четници/равногорци – партизани) и
в) на сарадњу с окупатором (колаборација)
Неопходно је истаћи да су главни мотиви таквих опредељења имали корене у предратној кризи друштва (политички спорови с Хрватима, расправе о преустројству државе, економске и социјалне супротности), као и у идејним и политичким струјањима пред почетак рата. Многи у Србији више нису желели обнову предратне државе, бар не онако како је она постојала пре рата, посебно не после тешког искуства са Хрватима; грађанство се ломило између обнове државности Србије без Југославије и стварања јаке Србије у оквиру Југославије, односно „Нове Југославије“. С друге стране, демократска идеја није нудила одговоре на кризу друштва, због чега је пре свега грађанска омладина остављена да бира између решења које је нудила фашистичка или комунистичка идеологија. Поменуте стратегије у понашању обликовале су се најпре у односу на став према окупатору као општем оквиру за понашање, а онда према странама у грађанском рату. Наиме, грађански припадници су у току рата мењали одлуке и понашање. Стога је већина грађана, иако је заправо била антифашистички настројена, морала да буде пажљива у јавном или полујавном исказивању свог мишљења. Никада се није знало ко слуша, какве су му „сада“ намере, ставови и интереси. То, међутим, није спасило многе грађанске припаднике трауматичног искуства хапшења, ислеђивања, робије, па и смрти.
Ратна стварност Србије, после 1941. године и слома устанка, можда јесте била „мирна окупација“, с гледишта одсуства већих војних окршаја, али је далеко била од мирне земље. Њена стварност је обиловала поред борбе да се преживи, обезбеди храна и друго и разним врстама криминалних понашања, у којима су угрожавани животи и имовина припадника српског грађанства, али и припадника осталих слојева српског друштва, међу којима је посебно доминирала угроженост Јевреја.
Колаборација у Србији — неминовност или...?
Колаборација малобројних припадника српског грађанства уследила је због:
- Брзе и импресивне победе Немачке над југословенском војском у кратком априлском рату 1941. То се с једне стране, чинило да је и на балканском бојишту потврђена чињеница да је Немачка господар Европе, а с друге да су изгледи у њен скорији пораз слаби.
- Брзог слома и расула југословенске војске, који је деловао на појединце обесхрабрујуће.
- Бекства владе и краља, а с њима и дела највиших политичких представника српског грађанства
- Подела Србије и страдање српског народа, кроз бројна хапшења и одмазде.

На то се надовезало и уверење да су Југославија и Србија водиле погрешну политику и штетну по, пре свега, српске националне интересе, и због тога је за будуће колаборациониста, 27. март био дан у коме је Србија извршила „национално самоубиство“, и да зато решење српског питања треба тражити уз Немачку. То су били општи оквир који су највероватније утицали на обликовање стратегије колаборације, односно сарадње с окупатором.

### Квислиншке творевине на територији Србије
Тако је пре масовног оснивања нацистичких логора на простору некадашње Краљевине Југославије извршена је подела територије тако да је:
- Србија у границама које је имала 1912. године (пре Кумановске битке), остала под немачком окупационом управом или управом немачког заповедника за Србију. Изузев Гњиланског среза, пиротског, врањског и зајечарског округа који су припојени Бугарској;
- Банат је остао под немачком окупационом војном управом, која је била јединствена за Србију и Банат. Представник немачке окупационе власти у Банату била је крајскомандатура, која је имала седиште у Петровграду (Зрењанин);
- Бачка, је од 16. децембра 1941. под мађарском окупацијом, када је присаједињена Мађарској;
- Срем је ушао у састав новостворене квислиншке државе, тзв. Независне Државе Хрватске (НДХ). У НДХ је постављен немачки опуномоћени генерал као војни саветник и веза између немачких оружаних снага и оружаних снага Независне Државе Хрватске;[11]
- Косово и Метохије (сем Трепери, звечанског, лапског и вучитрнског среза, који су били под немачком окупационом војном управом) окупирана је од Италијана и присаједињена Великој Албанији. Део гњиланског среза, Качаник и Витина окупирали су Бугари. Тако су на територији Косова и Метохије постојале три зоне: немачка, италијанска и бугарска.[12]

Организација квислишке власти
Према немачким законима, на челу окупиране Србије налазио се Војни заповедник у Србији, чији се штаб састојао из војног и управног (администрати-вног) дела. Немачка управа била је сложена и обухватала је низ војних, административних, обавештајних, привредних и пропагандних установа, које су у целини контролисале све аспекте живота у Србији у периоду од 1941, до 1944. године.
Домаћа цивилна управа формирана је по окупацији: Немци су прво на чело Београда поставили Драгомира Драгог Јовановића, а у мају је основан и Савет комесара на челу са Миланом Аћимовићем, као прва колаборационистичка управа за целу Србију. Крајем августа, услед све мањег угледа и немогућности да се носи са распламсалим устанком у земљи, Савет комесара је замењен Владом народног спаса на челу са Миланом Недићем.
Надлежности Колаборационистичке управе у Србији
Колаборационистичка управа је у својој суштини била само нижи извршни орган окупационе управе, лишена могућности вођења сопствене политике и иницијативе. Немачка управа имала је тоталитарни карактер а посебно је стриктно надзирала три сфере живота у Србији:
- питање безбедности сопствене оружане силе,
- експлоатацију српске привреде
- спровођење расних закона.

У овим областима домаће власти нису имале никакво право одлучивања или иницијативе и били су обавезни да слепо следе наредбе немачких власти, објављиване у Листу уредаба Војног заповедника у Србији

## Антисемитизам на простору Србије
Антисемитизам је појава која сеже дубоко у прошлост и стотинама година је у одређеној мери присутна у свету. Антисемитска пропаганда свој врхунац достигла је у време нацизма у Немачкој, као и током Другог светског рата на просторима које је нацистичка Немачка окупирала, укључујући и простор Србије и шири простор — Југославије. У таквим условима српско грађанство је пред почетак Другог светског рата представљало малобројну друштвену категорију у оквиру српског/југословенског друштва. Оно није имало дужу традицију, тако да је било младо и недовољно укорењено. Али, управо зато је било, како пише историчар Д. Ђорђевић, довољно „отворено“ да прими нове припаднике, али и „затворено јер је штитиле освојене предности“. А када је рат почео, он је српско грађанство приморавао да поново прави изборе, заузме ставове и другачије одреди српске националне интересе. Међутим, идеје, идеали, циљеви и очекивања са којима су учествовали у претходним ратовима и добици са којима су изашли, попут ослобођења и сабирања српског народа у једну државу, доживели су тако, чинило се, потпуни пораз, заједно са сломом југословенске државе. А у Априлском рату 1941, нови свет који је долазио чинио се многима исувише мрачан, тежак и неизвестан. Над српским грађанством и српским народом успостављен је сложен систем немачке војно-окупационе управе, који је радикално мењао како њихов живот и непосредно градско окружење, тако и читаво српско друштво. У коме је преко ноћи, Српска „влада“ практично била у позицији помоћног органа немачке војно-окупационе управе, без чије сагласности она није могла да спроведе готово ниједну озбиљнију активност, укључујући ту и антисемитизам.
Појачано присуство антисемитских садржаја у јавности Србије почела је крајем 1930-их, а посебно је била снажна кампања у лето 1940. године, након што је Немачка поразила Француску и целом Балкану наметнула увођење антисемитских и антимасонских мера као услов за привредну и политичку сарадњу.
Пропагандни памфлет „Протоколи сионских мудраца“ из 1905. године, којим се наводно потврђује теорија да су Јевреји сковали тајни план како би уз помоћ масона, а преко глобалних финансија и светског бољшевизма, потпуно завладали планетом, у предратном Београду прво су растурали љотићевци, а током рата сами Немци и колаборационисти. Уз погледе тадашњег градског друштва предвођеног Д. Љотић и припадници покрета Збор који у комунистима и Јевреје, али и масонима, (познатој као „друштвена аристократија“) у великим градовима Србије, лако су се развили и изразити антикомунизам и антисемитизам, као део заправо једне те исте либералне демократије, рационализма, модернизма и космополитизма, које је изнедрио опет град Београд.
О „интелектуалној” клими у редовима сарадника квислиншког система сведочи мноштво текстова у окупационим новинама и објављивање већег броја антисемитских књига. Примера ради, ево дела коментара под насловом „Ми и Јевреји”, објављеног у јулу 1941. у листу „Обнова”:
| „ | „Јеврејство је фактор који доводи до пропасти човека, његових духовних вредности, његове породице и државе, његове вере и традиције... Јевреји носиоци свега зла и опасности, судбинске опасности по европску хришћанску цивилизацију и културу. Другим речима да докажемо да борба против јеврејства није резултат никакве хистеричне амбиције да се сиромашни дотуку а богати огуле – већ напротив: ударање тамо где треба, хируршко сечење чира а не терапијско лечење... А ми још увек чекамо. Чекамо ваљда да нам Немци реше јеврејски проблем, као да се нас не тиче, као да ми од њега не трпимо”. А месец дана касније, у коментару „Јевреји у Србији”: „Питање јеврејства и њихове разорне акције на територији Србије није проблем новијег времена нити копија овог или оног политичког система, већ је то питање старијег датума и крупна значаја, јер потреса и расточава наш државни и народни живот још од првог устанка па до најновијег доба”. | ” |

Према истраживањима током окупације Србије (1941–1944) антисемитска пропаганда у јављала се у:
- форми чисте, директне мржње према Јеврејима,
- као облик антимасонске и антикомунистичке пропаганде.[19]

У на стотине текстова објављених на страницама колаборационистичке штампе у Србији Јевреји су представљани као злочиначки народ, експлоататори, убице Исуса Христа, творци комунизма и масонерије, или као тобожњи вековни непријатељи Срба и српских националних интереса.
Влада народног спаса Милана Недића је, у оквиру свог пропагандног деловања, снимила неколико цртаних филмова. Један од њих је и антиангликански, антиамерички (антикапиталистички) и антикомунистички цртани филм из новембра 1943. године. Овакви цртани филмови нису били намењени само деци, већ су били осмишљени за све грађане Србије.
Антисемитску хајку предводили су покрет Збор и његов лист „Наша борба“, а велики број текстова антисемитске природе створили су високи функционери Одељења државне пропаганде при председништву Недићеве владе – др Лазар Прокић и Ђорђе Перић. Посебан облик антисемитске пропаганде представљали су квазинаучни фељтони страних аутора (од Хенрија Форда до проф. др Валтера Гроса) које је објављивала српска штампа, као и афирмативно писање о немачким антисемитским садржајима, попут филмова „Вечити Јеврејин“ и „Јеврејин Зис“.
О врхунцу антисемитске пропаганде у окупираној Србији сведочи Велика антимасонска изложба у Београду, одржана 1941. године, чији је концепт био да прикаже тобожње нераскидиве везе између Јевреја, масонерије и комунизма, те њихову одговорност за све недаће на свету. Антимасонску изложбу је организовао Лазар Прокић, шеф владиног одсека за пропаганду, уз финансијску помоћ Немаца. Значајан допринос изложби је дала група избеглих белих руских цртача стрипова који су за време Другог светског рата радили у недићевским и немачким пропагандним телима на графичком уређивању новина, али и цртању плаката.
Антимасонска изложба свечано је отворена 22. октобра 1941. у згради Гарашаниновој улици број 8, у којој се до рата налазило седиште Велике масонске ложе „Југославија“. Изложбу је отворио шеф државне пропаганде Ђорђе Перић. Међу званицама су били министри Велибор Јонић, Милош Радосављевић, Јосиф Костић и Јован Мијушковић, као и други квислиншки функционери Драги Јовановић, Владимир Велмар-Јанковић и Цветан Ђорђевић.
Много бучнији од писаних и штампаних медија и изложби били су звучници инсталирани у разним деловима града, који су се због јачине звука, чули у његовим ширим зонама, као и немачки аутомобили с радио-апаратом и звучником („аутокар“), који су, уз често застајање, ишли улицама. Они су, као средство пропаганде, обавештавали грађане и остале становнике о немачким успесима, демантовали вести савезника, упозоравали на важност антисемитских ставова и одржавања реда и мира и сл. Звучници су нпр. у Београду постављени код споменика кнеза Михаила, пред Народном скупштином, на Теразијама (пред палатом „Атина“, пред палатом „Албанија“, код „Руског Цара“, на Зеленом венцу, на Славији, на железничкој станици и Бајлонијевој пијаци.

Слика сарадње квислинга у холокаусту
Сарадњу квислинга и њихову улога у нацистичком убијању домаћих Јевреј, набоље илуструје овај проглас:
Сутра, за Спасовдан, на дан своје славе, Општина града Београд поделиће сиротињи Београдској бесплатно храну и хлеб. Право на ово имају сви изузев Јевреја и Цигана.

У антикомунистичким и антисемитским ставовима снажно су иступали председник Владе народног спаса (централног органа марионетске квислиншке власти постављене од стране немачких окупатора у Другом светском рату у окупираној Србији) генерал Милан Недић. министар унутрашњих послова Милан Аћимовић, управник града Београда Драгомир Драги Јовановић и шеф Специјалне полиције Илија Паранос, што је и утврђено послератном државном истрагом.
На антисемитизам Милана Недића указује Бранислав Божовића у књизи „Страдање Јевреја у окупираном Београду 1941–1944”, бележи извештај немачких власти о разговору са Миланом Недићем где се дословно наводе ове Недићеве речи упућене нацистима:
| „ | Ја знам само једно решење за јеврејско питање: напоље са њима. Све дотле док је и један Јеврејин у земљи, или док може да говори са Србима, или док га Срби могу жалити, све дотле нема мира у земљи. | ” |

До избијања устанка у Србији број антисемитских чланака био је изузетна реткост, већ је врхунац пропаганде настао у време најинтензивнијих акција против партизанских и четничких одреда и и потоњих акција „чишћења терена“ крајем 1941. и почетком 1942. године. Како је већина српских Јевреја у то време већ није била жива,
Јасно је да је антисемитска пропаганда имала превасходну функцију да Јевреје дехуманизује и представи као архиизвор свих зала, те да оправда њихово уништење и представи га као нешто неминовно, исправно и корисно. Како су Јевреји били мета пропаганде до самог краја рата може се закључити да је антисемитска пропаганда била део шире немачке пропагандне мантре о борби против „јудео-масонско-комунистичке интернационале“, или борбе „слободних народа Европе
Колики је значај антисемитизам имао у Србији све до краја рата, говори податак да је и пошто су Јевреји у Србији готово истребљени још у првој години рата, антисемитизам наставио и даље да служио као изговор нацистима и колаборационистима за нападе на друге немачке противнике. Нацистичка пропаганда је користећи антисемитизам плашила српски народ да ће у случају победе комунизма „међународни Јеврејин сељацима и радницима узели плодове њиховог зноја и труда и присилити их да просе од јеврејских господара”.

## Хронологија холокауста у окупираној Србији
Трагична судбина Јевреја у окупираној Србији започела је у априлу 1941. и углавном се завршила у мају 1942. године. Овај период од нешто више од годину дана може се поделити у три фазе.
| Фазе холокауста | Период трајања                 | Опис извршених радњи |
| --------------- | ------------------------------ | --- |
| I               | април — октобра 1941.          | У овом периоду нацисти су устројили евиденцију о Јеврејима и њиховој имовини, означили их жутим тракама, ограничили им људска права и слободу кретања, вршили пљачку имовине, спроводили принудни рад и слично. |
| II              | октобра 1941. — фебруара 1942. | У овом периоду Немци су похапсили скоро све Јевреје, интернирали их у логоре и на околним стратиштима стрељали мушкарце.                                                                                        |
| III             | фебруар — мај 1942.            | Немци су у овој фази из целе Србије депортовали жене и децу у логор на Сајмишту и и ту их угушили отровним гасом.                                                                                               |

Прва фаза холокауста
Холокауст у Србији почео ја када је у Листу уредба војног заповедника Србије број 7 и 8 од 31. маја 1941. године, објављена наредба о Јеврејима, коју су као саставни текст пренели окупаторски лист Ново време и многи локални листови широм Србије. Поштујући поменуту наредбе, немачка команда у Србији и квислиншка власт предузела је низ мера против Јевреја:
- Издата је и наредба да се у року од две недеље од дана објављивања наредба сва лица јеврејског порекла јаве полицијским органима у месту пребивалишта. Током приликом извршена је регистрација, евидентирани су подаци о јеврејској имовини. Наредба је такође предвиђала обележавање Јевреја.
- Сви Јевреји су били у обавези да на левој руци носе жуту траку са натписом "Јеврејин" и Соломоновим знаком на предњој и задњој страни тела.
- Ограниченог им је кретање на јавном местима, улицама и трговима, као и куповина у продавницама, радњама и пијацама.
- Забрањено им је да се баве јавним функцијама, а лекарима, фармацеути, правници, ветеринарима, стоматолозима и другим професијама да се баве приватном праксом. Лечење им је било дозвољено само код сународника Јевреја.
- Забрањене су им посете позориштима, биоскопима и свим местима за забаву, јавним купатилима, спортским догађајима, кафанама и јавним сајмова.
- На многим местима, по градовима појавио се натпис Fir Juden ferbo ten (За Јевреје забрањено).
- Јевреји нису могли бити наставници и едукатори, власници образовних установа, нити запослени у њима, а било им је забрањено удаљавање из места боравка без претходног одобрења надлежних органа.[29]

Друга фаза холокауста
По првобитној намери нацистичких вођа „јеврејско питање” у Србији требало је да се реши њиховом депортацијом на исток Европе. У том циљу крајем августа 1941. године немачке власти наредиле су масовна притварања јеврејских мушкараца у концентрационе логоре у Београду (Топовске шупе) и Шапцу, а потом и у Нишу.
Први заточеници у логору Топовска шупе (некадашњој југословенској војној касарни, на периферији Београда - Вождовац), били су; око 1.500 Јевреја, мушкараца депортованих из Баната, а потом и Јевреји из Београда. У логору Шабац заточен је мали број локалних Јевреја и 1.100 јеврејских избеглица из Аустрије (укључујући жене и децу) који су са статусом избеглица боравили у том граду од 1940. године.
Почетком септембра 1941. немачке власти, посебно Харалд Турнер и опуномоћеник немачког министарства спољних послова Феликс Бензлер, више пута су покушавали да депортују Јевреје у Румунију, Русију или Пољску. Како то нису успели јер нису били успостављени адекватни концентрациони логори на истоку Европе, а друге потенцијалне дестинације нису биле спремне да прихвате Јевреје из Србије, тражен је савет за решење овог питања из Берлина. Убрзо је следио једноставан одговор: „Ајхман предлаже стрељање”, односно примену у Србији, методе убијања Јевреја, која је увелико 1941. године, коришћена у окупираним деловима тадашњег Совјетског Савеза.
На основу већ наведене одлуке Ајхмана током октобра, 1941. године, број јеврејских заточеника у логорима у Београду и Шапцу нагло је опао. Скоро сваки дан камионима пуних људи Јевреји су одвожено до масовних губилишта у селима Засавица и Јабука, у којима су стрељани а потом сахрањени у масовним гробницама.
Током тешке зиме 1941. године, у овој фази је око 500 затвореника умрло од глади и тешких услова живота.
Током само два месеца Бемеовог мандата на челу војне команде (октобар—децембар 1941), убијено је око 30.000 цивила — укључујући готово све јеврејске мушкарце у Србији.
Трећа фаза холокауста
Припреме за трећу фазу Холокауста ликвидацију јеврејских жена и деце, започете су децембру 1941. године, када је око 5.000 јеврејских жена и њихова деца (укључујући и оне из Баната који су депортовани у неколико месеци раније) заточено је на Сајмиште логору основана у павиљонима некадашњег Београдског сајма, на левој обали реке Саве.
Следила је потом наредних месеци депортација Јевреја ка Београду из унутрашњости Србије (из Шапца, Ниша и Косовске Митровице), тако да је у логору на Сајмишту, број затвореника порастао на 7.000.
Уз помоћу камиона-убица (Душегупки) у периоду од почетка априла до краја маја 1942. године спроведена је ова фаза у којој је угушено око 8.000 Јевреја (међу којима је било 6.280 жена и деце) и 500 партизана у Београду. Жртве су узимане из логора Сајмиште и Бањица, и на путу до Јајинаца троване угљен-моноксидом из издувног система душегупке.

## Место и улога нацистичких логора у холокаусту на простору Србије
Пацификација и експлоатација, два главна циља немачког окупатора, могла су да се остваре само оснивањем разгранатог и свеобухватног система принуде у новооснованим логорима уз велико ангажовање војних и полицијских снага. Овакав став окупатора наметнуо је дефинисање нове типологије заточеничких логора у окупираној Србији, и одређивање њиховог места у целом немачком систему логора, како у самом Рајху тако и у окупираним земљама. У том смислу, немачке логоре у Србији треба посматра кроз целокупни систем немачких концентрационих и радних логора у Рајху и окупираним земљама, као један подсистем, који је на територији Србије имао своје логоре нижег и вишег ранга, али увек са циљем прикупљања и даљег упућивања заточеника ради коришћења њихове радне снаге, изузев оних предвиђених за стрељање у одмаздама. То је условило и све веће повезивања немачких логора у окупираној Србији са концентрационим логорима Независне Државе Хрватске, као и са немачким логорима на њеној територији.

### Врсте логора
У циљу што лакшег и темељитијег спровођења тортуре над српским народом и спровођења планског и систематског геноцида над Јеврејима и Ромима, нацисти су у Србији почев од маја 1941. године, прво формирали логоре у којима су били заточени Јевреји и заробљени припадници Југословенске војске, а потом и припадници комунистичког и четничког покрета и њихови симпатизери. Систем оснивања логора имао је примарно за циљ коначно решење јеврејског питања у Србији и заснивао се на нацистичкој идеологији - физичком уништењу у концентрационим логорима, којом је требало да се оствари нацистичко-расистичка теорија о „чистоћи аријевске расе” али и „теорија о чистоћи српске, хрватске, мађарске или бугарске нације” ликвидирањем Рома и за режим неприхватљивих Срба.
Логори које су у Србији основали нацисти током Другог светског рата могу се поделити у три врсте према својој намени на: сабирне, концентрационе и радне логоре.
Сабирни логори
Ови логори коришћени су за привремено интернирање Јевреја, Срба и Рома, одакле су касније одвођени у концентрационе логоре, односно логоре смрти. У сабирним логорима логораши су били изложени зверским злостављањима. Било је и појединачних, али не и масовних убиства, која у сабирним логорима нису примењивана.
Међутим, због лоших услова живота и честих злостављања у сабирним логорима страдао је већи број логораша од разних заразних болести, глади и исцрпљености.
Концентрациони логори
У концентрационим логорима, односно логорима смрти, логораши су били изложени најзверскијим злостављањима, глади, тешким условима живота који су доводили до масовних појава заразних болести. Они који нису умрли од глади, исцрпљености и болести, били су највећим делом побијени на најстрашнији начин, на бројним за то посебно намењеним местима.
Радни логори
У радним логорима логораши су били су изложени исцрпљујућем физичком раду, који је поред тешког гладовања, условило масовном умирању заточеника и у тим логорима.

### Категорије затвореника у логорима
У логор су слати не само Јевреји, комунисти и учесници народноослободилачког покрета (партизани и четници) него и они које су захватили таласи безбројних рација и хапшења талаца. Сви су они слати са стереотипним образложењем „као опасни по јавну безбедност, ред и мир у земљи", с тим да у логору остану до даљег наређења.
Према затвореницима у логору није једнако поступано. Постојале су категорије унутар којих су припадници различито третирани.
| Таоци                     | Таоци су служили за стрељање у случају одмазде. За једног убијеног окупаторског војника стрељано је 100, а за једног рањеног 50. Међу таоцима су, у више наврата, довођени и тзв. угледни грађани. |
| Друга категорија          | У почетку до потпуног истребљења ову категорију чинили су Јевреји, који су у логор доведени ради психичког и физичког уништења као „нижа” неаријевска раса. Они су се у логору задржавали привремено, до даље депортације или чешће, масовног стрељања на Бубњу. За време боравка у логору Јевреји су обављали разне послове, и били одређивани за копање заједничких гробница. На овом послу су их, после уништења јеврејске заједнице, заменили Роми. |
| Трећа категорија          | Ову групу чинили су затворена лица ухапшена под сумњом да припадају или сарађују са Народноослободилачким (партизанским) покретом (НОП) и њиховим војним јединицама. Из ове категорије узимани су затвореници ради стрељања због одмазде или издвајали контингенти за интернацију у Немачку или Норвешку. Заробљени партизани били су под даноноћном строгом присмотром стражара и, по правилу, стрељани приликом првих масовних егзекуција. |
| Четврта категорија        | Затвореници који су чинили ову групу хапшени су и довођени у логор под оптужбом да припадају или сарађују са равногорским покретом и четницима под командом ратног министра војног армијског генерала Драгољуба Драже Михаиловића, односно војском Краљевине Југославије која се налазила у поробљеној отаџбини (ЈВУО). |
| Пета категорија (странци) | Ову групу чинили су странци из Пољске, Француске, Грчке и других земаља за које се није знало одакле су и због чега доведени, припадници покрета отпора, заробљени савезнички пилоти и авијатичари, чланови енглеских војних мисија, заробљени црвеноармејци, предратни југословенски поданици који су помагали покрет отпора и Јевреји-емигранти. Током 1943. и 1944. године међу њима је било и мањих група Енглеза и Руса који су заробљени после ваздушних борби. Ова категорија затвореника била је најмалобројнија и они нису стрељани, јер су према њима Немци поштовали Женевску и Хашку конвенцију о поступку према ратним заробљеницима. |

Међутим, окупатори и квислинзи мало су водили рачуна о прецизном разврставању затвореника, па се често догађало да су стрељали лица не само из прве и друге него и треће или четврте категорије.

### Логор на Сајмишту у Земуну
Немачки логор на Сајмишту, био је највеће појединачно место страдања српских Јевреја. Логор су основале немачке власти крајем октобра 1941. године, на територији под контролом локалне команде у Земуну (Semlin), те је сходно томе логор назван Јеврејски логор Земун и територијално је у новој подели Југославије припадао простору НДХ, па је пре оснивања логора тражено одобрење од власти у Загребу. Једини услови које је наметала хрватска влада био је — „да логор не обезбеђују српски стражари или полицајци и да се логор мора снабдевати из Београда”.
У њега је прво смештано српско становништво и припадници покрета отпора у јеку устанка. Да би почетком децембра 1941. године, била донета одлука да се устаници конфинирају у друге логоре, а да се у земунски логор пребаце Јевреји и Роми.
Масовна попуна логора Јеврејима почела је 8. децембра 1941. године, након што је свим Јеврејима, регистрованим у Београду, наложено да се пријаве у канцеларији „Јеврејске полиције” (Judenreferat) у улици Џорџ Вашингтон. Након што суим одузети кључеве њихових станова и кућа, у пратњи немачких војника спроведени су кроз Београда и преко новосаграђеног понтонског моста на Сави до Старог Сајмишта. Након само пет дана, 12. децембра 1941. године у логору је било преко 5.000 заточеника, „али се тај број ускоро повећао на 7.000”.
Од децембра 1941. до марта 1942. незапамћено хладна зима десетковала је логорску популацију. Оштећени кровови и прозори на павиљонима пропуштали су кишу, снег и ветар. Уз неадекватну исхрану, готово непостојећу здравствену заштиту и нехумано поступање немачких стражара, у самом логору тих месеци умрло је око 500 заточеника.
Место и улога логора у Холокаусту у Србији
Поред значајне локације коју Јеврејски логор Сајмиште заузима у широј историји уништавања европских Јевреја, битно за историју Холокауста у Србији, је то што је у њему, за мање од два месеца, у пролеће 1942. године, нестала (убијена или депортована у Немачку) скоро половина укупног броја Јевреја са територије окупиране Србије. Након ових злочиначких активност Немци су Србију прогласили првом нацистичком територијом под окупацијом „очишћеном од Јевреја.”

#### Логор Црвени крст
Логор Црвени крст у Нишу или концентрациони логор Црвени Крст, основале су Немачке окупационе снаге 1941. године за привремени смештај ратних заробљеника југословенске краљевске војске.
Од априла до 22. јуна 1941. године, у време немачко-совјетског рата, логор је имао намену за смештај Јевреја и конфинирање националиста, међу које су спадали: предратни припадници демократских партија, као носиоци антинемачке политике, чланови четничких удружења, свештеници, као народне вође још из доба Топличког устанка 1917, активни краљевски официри, који су организовали прве непредате војне одреде, следбеници 27. марта, англофили, припадници масонске ложе, ротари клубова и други.
Логор, је основан у зградама српске војске које су до окупације служиле као војни магацин, у индустријској зони града Ниша. Њиме су управљали Немци током Другог светског рата. Како је био смештен у непосредној близини железничке станице „Црвени крст“ у Нишу по њој је и добио најчешће коришћен назив, Логор Црвени крст.
Логор је формирао шеф Гестапоа у Нишу СС капетана Хајнрих Брант, који је непосредно био потчињен заповеднику СИПО и СД, пуковнику Шеферу.
Према подацима послератне Земаљске комисије за утврђивање ратне штете, кроз логор је за време окупације прошло око 30.000 затвореника, а 10.000 логораша и затвореника из других затвора у граду стрељано је на Бубњу код Ниша. Тачан број стрељаних није било могуће утврдити пошто су нацисти уништили трагове злочина.

## Душегупке у Београду
Ово возило је први пут довезено из Берлина у Београд у фебруару 1942. да би се отпочело са масовним уништавањем Јевреја у Србији. Одлуку да се пошаље ово возило смрти донео је шеф Полиције безбедности и Службе безбедности Трећег рајха Рајнхард Хајдрих. То је био камион типа „Заурер“ од пет тона који је могао да прими 50-70 жртава. Наизглед обично возило са херметички затвореним товарним простором преправљено је тако да се издувни гасови преусмеравају у унутрашњост, гушећи при томе затворене људе за 10—15 минута.
Акцију су водили Емануел Шефер, заповедник Полиције безбедности и Службе безбедности, Бруно Затлер, шеф Гестапоа и Херберт Андорфер, управник логора. Права истина брижљиво је скривана од заточеника, којима је наговештавано да се припрема њихово премештање у логоре у Румунији или Пољској.
Од 18 до 22. марта 1942. пацијенти и особље Јеврејске болнице у Београду били су прве жртве „душегупке“. Између 700 и 800 људи је тих дана утоварено у камион, који је до болнице долазио двапут дневно. Сви су умрли у току вожње београдским улицама до губилишта у селу Јајинци, надомак града, где су их чекале већ ископане раке, у које су сахрањени. Седам Срба затвореника закопавало је мртве Јевреје из камиона у масовне гробнице.
Помоћу ових камиона-убица у периоду од почетка априла до до 10. маја 1942. угушено је око 8.000 Јевреја (међу којима је било 6.280 жена и деце) и 500 партизана у Београду. Жртве су узимане из логора Сајмиште и Бањица, и на путу до Јајинаца троване угљен-моноксидом из издувног система душегупке.
Касније, током 1943. и 1944. године, посмртни остаци заточеника су ексхумирани и спаљени, како би се прикрили трагови злочина.

## Пљачкања и конфискације јеврејске имовине у окупираној Србији
Немачке окупационе власти у Србији извршиле су потпуну пљачку прво покретне јеврејске имовине, привредних субјеката и хартија од вредности, а потом и непокретности.
| „ | Још је у старијој југословенској историографији уочено и истакнуто да је фолксдојчерска заједница у Југославији током последњих предратних година извршила „припрему терена“ за злочине који ће уследити 1941–1945, прављењем спискова Јевреја, јеврејских радњи и предузећа, кућа, станова и друге вредне имовине. | ” |

Током трајања ратних дејстава у Априлском рату, оперативне немачке снаге пратиле су Ајнзац групе, које су деловале под командом СС-а, и које су на терену обијале јеврејске радње и домове и опљачкану имовину упућивале у Немачку.
У мају 1941. године Војни заповедник за Србију издао је наредбу о обавезном пријављивању јеврејске имовине, којом су практично све јеврејске радње и предузећа одузете од својих законитих власника и стављене под комесарску управу. Комесари, у највећем броју случајева фолксдојчери, располагали су имовином и потраживањима јеврејских привредних субјеката, а остварену добит уплаћивали су на рачун којим је располагао др Франц Нојхаузен, немачки Опуномоћеник за привреду у Србији.
Пљачка јеврејског капитала била је организована и преко Дојче банке и њених филијала у Србији.
Најкрупнији корак у потпуној пљачки јеврејске имовине омогућен је Наредбом бр. 8 Војног заповедника од 22. јула 1941. године, којом је одузета непокретна имовина, која је стављена на располагање новооснованом Комесаријату за јеврејску имовину, са циљем да се распрода. Најновија истраживања др Драгана Алексића, у поменутом Комесаријату није било запослених Срба, тако да су у њему, поред фолксдојчера и других Немаца, били запослени и руски емигранти и Хрвати. који су највреднија и најатрактивнија имања и некретнине – продавали у директним погодбама, по цени вишеструко нижој од тржишне, и то у највећем броју управо припадницима фолксдојчерске заједнице. Након продаје тржишно најатрактивније имовине дошло је до драстичног пада интересовања (што се може видети на основу поновљених огласа за јавна надметања, објављиваних у колаборационистичкој штампи).
| „ | У жељи да што пре дође до новца а прљав посао продаје отете имовине препусти другима, немачка окупациона управа наметнула је решење којим је сва преостала (непродата) јеврејска непокретна имовина преведена у својину Србије. Истовремено је од српске Државне хипотекарне банке узет огроман кредит, чије је покриће представљала управо јеврејска имовина. У настојању да што темељније опљачка и Србију и Јевреје, немачка управа донела је одлуку да се средства добијена продајом јеврејске имовине имају уплатити на рачун Војног заповедника у Србији, и то са образложењем да се тим новцем отплаћује ратна штета коју су Немачка и фолксдојчери „претрпели у Априлском рату“.. Будући да је продаја ишла слабо, сва остварена средства уплаћена су на поменути рачун, а Недићева влада морала је да из својих средстава уплати и додатних 360 милиона динара. | ” |

## Холокауст у бројкама
Пре физичког уништење Јевреји у Србији су били прво потпуно обесправљени, а потом принудним радом, заточењем и нехуманим односом у логорима и дехуманизацијом у средствима пропаганде, поступно психички и физички уништавани.
У 1941. и 1942. години, током тринаест месеци рата око 16.000 Јевреја убијено је у окупираној Србији (укључујући Банат). Овај број обухвата више од 11.000 Јевреја, грађана Србије, највећим делом из Београда, 3.800 Јевреја из Баната и 1.150 јеврејских избеглица из Централне Европе (углавном Аустрије), чији је бег преко Југославије до Палестине заустављен немачким нападом на Србију 6. априла 1941. године.
У бројним нехуманим активностима на простору окупиране Србије у Холокаусту је живот изгубило близу 90% припадника јеврејске заједнице, док је осталих 10% преживело тако што су се прикључили партизанским одредима, бекством у делове Југославије окупиране снагама Италије или су се једноставно скривали у српским домаћинствима, и на другим местима.
Релевантна истраживања показала су да је највећи део мушкараца (њих око 5.000) стрељан од стране Вермахта у одмаздама због губитака немачких снага и устаничких акција. Док су Јеврејске жене, деца и стари масовно хапшени и смештени у немачки логор Земун („Старо Сајмиште“). До пролећа 1942. године део њих преминуо је од болести, глади и хладноће, а остатак су Немци стрељали и убили у душегупкама – гасним камионима типа „Зауер”, специјално довезеним за неприметно и потпуно истребљења Јевреја у Србији. Према релевантним подацима, до краја пролећа 1942. године, на овај начин убијено је близу 6.500 јеврејских жена, деце и стараца.

## Супротстављени ставови о улози Србије у холокаусту
Иако објективна истраживања српских и еминентних страних аутора, показују да је искључиви кривац за холокауст Јевреја у Србији био немачки окупатор, који је и увео антисемитске мере, наложио и организовао хапшења Јевреја, основао логоре и радио на затирању трагова злочина, постоје и супротстављени ставови о улози српских колаборациониста у овом геноцидном чину. Посебан притисак на научне ставове о холокаусту у Србији покренуо је јавни иступи појединих личности из политичких странака и невладиних организација, који су произвољно тумачиле или приписивале одговорност за холокауст, али и оних у којима они нетачно говоре о местима страдања и броју жртава, броје се у стотинама, и то само у временском раздобљу у првим деценијама 21. века. Сви ти ставови о наводно повећаној одговорности колаборационистичке управе, проистекли су из екстремних тумачења, о улози чак и целог српског народа. Она се јављају као нека врста реакција на процесе судских рехабилитација личности из колаборационистичке управе (у првом реду Милана Недића), али и као део ширих ревизионистичких тенденција неретко смишљених из дневнополитичких интереса.
Посебан притисак на научне ставове о холокаусту у Србији покренуо је јавни иступи појединих личности из политичких странака и невладиних организација, који су произвољно тумачиле или приписивале одговорност за Холокауст, али и оних у којима они нетачно говоре о местима страдања и броју жртава броје се у стотинама, и то само у временском раздобљу у првим деценијама 21. века.
Таку су на пример супротан став о улози квислиншке владе Милана Недића, Равногорског покрета, Српске православне цркве, послератног режима у Холокаусту у Србији изнели:
- Проф. др Јован Бајфорд, који је објавио је на порталу „Пешчаник“ да је Старо Сајмиште било „највећи логор у окупираној Србији“. [61].

- Председница Хелсиншког одбора у Србији Соња Бисерко дала је изјаву у којој истиче да Србија износи ставове који су „фалсификат и у континуитету са ревизијом историје и истицања Срба као апсолутних жртава“, те да је логор на Сајмишту иако у НДХ био „под контролом окупатора и квислиншке владе Милана Недића у Србији“ [62].

- Филип Ј. Коен (амерички лекару јеврејског порекла који је истраживао изворе који никада раније нису били на располагању западу, уз сарадњу његови хрватских коаутори „из сенке“), у својој књизи изнео је врхунац бескрупулозности о улози Србије у холокаусту тврдњама да је колаборационистичких власт, Равногорски покрет, православна црква, па чак и послератни режим (који је представљен као наставак „српске хегемоније“ у Југославије) пљачкао јеврејску имовину, предавао Јевреје на ликвидацију, и учествовао у убијању Јевреја у концентрационим логорима и гасним камионима. У свом делу Коене је посебно оптужио митрополита Јосифа Цвијовића (који је током окупације мењао заточеног патријарха Гаврила на челу цркве) одлуком из јануара 1942. године забранио прелазак Јевреја на православље, чиме им је „уништио потенцијалну могућност за преживљавање“.[63]

| „ | Да се ради о свесном, малициозном гесту показује и енднота која прати изречену тврдњу (бр. 124 у поменутом поглављу), из које се јасно види да уопште није реч о одлуци митрополита Јосифа, већ немачких окупационих власти. Она дословно гласи: „Наредба Војног заповедника за Србију о забрани преласка Јевреја у другу веру, Гласник СПЦ , 1. март (1942). стр. 12“. Коен је свакако знао да митрополит Јосиф није Војни заповедник у Србији. | ” |

Будући да су релевантна истраживања и домаћих и еминентних страних аутора јасно показала и доказала ко је осмислио, наложио и спровео Холокауст у Србији 1941–1944. године, те ко је основао и управљао логором на Сајмишту, остаје једино да се размотре,
| „ | Мотиви групе недовољно компетентних појединаца да ревидирају резултате легитимних вишегенерацијских научних истраживања. Једно је сигурно: академски свакако нису. | ” |

### Разлике између колаборација у окупираној Европи и Србији
Ако је било услуга српских квислинга окупатору у извршењу злочина, оне су пружане баш са Србима. Стрељање неколико група Јевреја, као наводних талаца због партизанских акција, било је чиста нацистичка мистификација: њих је чекала иста судбина све и да није испаљен ни један метак из партизанске пушке.

Академик проф. др Чедомир Попов
Компаративно сагледавање искуства колаборације у окупираној Европи показало је да су немачке власти биле најодговорније за страдање Јевреја, али да је било режима у појединим државама који су самоиницијативно, и преко мере које су Немци прописивали, прогонили Јевреје.
| „ | Такви примери су Вишијевска Француска и Независна Држава Хрватска, док је окупирана Србија, којој окупатор није признавао ни границе ни статус државе, имала управу која је била принуђена да следи наредбе окупационе власти (што је не аболира од других облика одговорности). | ” |

Упркос релевантним научним истраживањима, заснованим на разнородним примарним историјским изворима, која су утврдила чињенично стање, да је искључиви кривац за холокауст Јевреја у Србији био немачки окупатор, који је и увео антисемитске мере, наложио и организовао хапшења Јевреја, основао логоре и радио на затирању трагова злочина, постоје и супротстављени ставови о улози српских колаборациониста у овом геноцидном чину.
Особености Холокауста на простору Србије, према др Валтеру Маношеку огледале су се у томе што је у Србији до „коначног решења“ дошло раније него у остатку окупиране Европе, највише због жеље једног броја немачких руководилаца (на челу са др Харалдом Турнером) да се „ефикасним решавањем јеврејског питања“ препоруче надређенима у Берлину. Као друга значајна особеност је чињеница да је највећи број ликвидација јеврејских мушкараца извео Вермахт, док су у другим земљама за ове злочине најодговорнији били припадници СС-а и Гестапоа, „почев од идеолошких и расних претпоставки, преко антисемитске легислативе и мера, па све до хапшења, логорисања, злостављања и на послетку, убијања и уклањања трагова злочина”.

### Однос Равногорског покрета према Јеврејима
За Дражу Михаиловићу и његов Равногорски покрет, комунисти су били главни противници којима је требало задати ударац, а не Јевреји:
„чак и у условима рата, па макар и снагом националног непријатеља, служећи се дефанзивним односом према окупаторима а активним према партизанима, усташама и муслиманима.”
О карактеру односа Равногорског покрета према Јеврејима сведочи фељтон Јаше Алмулија „Сведочанства: Да ли су четници заиста убијали Јевреје“, који је у београдском недељнику НИН објављен током 1989. године, у коме он наводи да су се у непосредној близини генерала Михаиловића налазила чак тројица Јевреја: Бењамин Самоковлија (кувар главног штаба), др Тибор Голдвајн (Михаиловићев лекар) и инж. Јосиф Шлезингер (организатор равногорске радио-службе). Јаша Алмули је у више својих публикација објашњавао,
| „ | Да су четници углавном помагали или „остављали на миру“ Јевреје, а да су их убијали због припадности или помагања партизанском покрету или услед личних мотива појединаца (пљачка, личне размирице и слично). | ” |

## Холокауст на простору окупиране Србије у даљим истраживањима
На основу изнетог може се закључити да има одређених недоречености и зато део научне јавности у Србији сматра да ће једно дубље и квалитетније разумевање и контекстуализација Холокауста на простору окупиране Србије у периоду од 1941. до 1945. године, бити могуће:
| „ | ... тек у светлу темељних компаративистичких истраживања и сагледавања, посебно јер је домаћа изворна основа исцрпена, па се у последње време јавља велики број радова који само понављају или компилирају закључке старијих, хеуристички утемељених, истраживања. | ” |